# Macleania angulata
Macleania angulata är en ljungväxtart som beskrevs av William Jackson Hooker. Macleania angulata ingår i släktet Macleania och familjen ljungväxter. Inga underarter finns listade i Catalogue of Life.